# ジェームズ・トゥチェット (第5代キャッスルヘイヴン伯爵)
第5代キャッスルヘイヴン伯爵ジェームズ・トゥチェット（英語: James Tuchet, 5th Earl of Castlehaven、1700年8月9日没）は、アイルランド貴族。

## 生涯
第4代キャッスルヘイヴン伯爵マーヴィン・トゥチェットとメアリー・タルボット（Mary Talbot、1711年3月15日埋葬、第10代シュルーズベリー伯爵ジョン・タルボットの娘）の息子として生まれた。
1686年11月2日に父が死去すると、キャッスルヘイヴン伯爵の爵位を継承した。しかし、1689年にジェームズ2世がアイルランド議会を招集したときは議会に出席しなかった。
1700年8月9日にウィンチェスターで病死、ウィンチェスター大聖堂に埋葬された。一人息子ジェームズが爵位を継承した。

## 家族
アン・ペルソン（Anne Pelson、1733年6月没、リチャード・ペルソンの娘）と結婚して、1男をもうけた。
- ジェームズ（1740年没） - 第6代キャッスルヘイヴン伯爵